# Monongahela, Pennsylvania
Monongahela là một thành phố thuộc quận Washington, tiểu bang Pennsylvania, Hoa Kỳ. Năm 2010, dân số của thành phố này là 4300 người.